# Charles Coburn
Charles Coburn (n. 19 iunie 1877 – d. 30 august 1961) a fost un actor de teatru si film american, laureat al Premiului Oscar pentru cel mai bun actor în rol secundar.

## Filmografie  (selecție)
- Of Human Hearts (1938)
- Vivacious Lady (1938)
- Lord Jeff (1938)
- Idiot's Delight (1939)
- Made for Each Other (1939)
- Bachelor Mother (1939)
- Stanley and Livingstone (1939)
- In Name Only (1939)
- Edison, the Man (1940)
- Road to Singapore (1940)
- Three Faces West (1940)
- The Lady Eve (1941)
- Unexpected Uncle (1941
- The Devil and Miss Jones (1941)
- H. M. Pulham, Esq. (1941)
- Kings Row (1942)
- In This Our Life (1942)
- George Washington Slept Here (1942)
- The More the Merrier (1943)
- The Constant Nymph (1943)
- Heaven Can Wait (1943)
- Princess O'Rourke (1943)
- Knickerbocker Holiday (1944)
- Wilson (1944)
- Together Again (1944)
- The Impatient Years (1944)
- A Royal Scandal (1945)
- Rhapsody in Blue (1945)
- Over 21 (1945)
- The Green Years (1946)
- Colonel Effingham's Raid (1946)
- Lured (1947)
- The Paradine Case (1947)
- Green Grass of Wyoming (1948)
- B.F.'s Daughter (1948)
- Impact (1949)
- Everybody Does It (1949)
- Yes Sir That's My Baby (1949)
- Louisa (1950)
- Mr. Music (1950)
- Peggy (1950)
- Trouble Along the Way (1952)
- Has Anybody Seen My Gal? (1952)
- Monkey Business (1952)
- Gentlemen Prefer Blondes (1953)
- The Long Wait (1954)
- The Best of Broadway episodul "The Royal Family" (1954) (TV)
- The Power and the Prize (1956)
- Town on Trial (1957)
- How to Murder a Rich Uncle (1957)
- The Story of Mankind (1957)
- Around the World in 80 Days (1956)
- John Paul Jones (1959)